# Supergirl (3.ª temporada)
A terceira temporada da série de televisão estadunidense Supergirl, que é baseada na personagem da DC Comics Supergirl / Kara Zor-El, uma super-heroína que é prima do Superman e um dos últimos sobreviventes kryptonianos.
A temporada foi encomendada em janeiro de 2017. Foi filmada de julho de 2017 a abril de 2018, e as filmagens ocorreram em Vancouver. Ao lado de Melissa Benoist, que estrela no papel principal, os principais membros do elenco Mehcad Brooks, Chyler Leigh, Jeremy Jordan, Chris Wood e David Harewood voltam da segunda temporada. Eles se juntam a Katie McGrath, que foi promovida a regular na série de seu status recorrente na temporada anterior, e a nova integrante do elenco Odette Annable.
A temporada estreou na The CW em 9 de outubro de 2017 e durou até 18 de junho de 2018, em 23 episódios. A série foi renovada para uma quarta temporada em 2 de abril de 2018.

## Episódios
| N.º na série | N.º na temp. | Título                                                         | Dirigido por                  | Escrito por                                                                                     | Exibição original      | Audiência (milhões) |
| --- | ------------ | -------------------------------------------------------------- | ----------------------------- | ----------------------------------------------------------------------------------------------- | ---------------------- | ------------------- |
| 43 | 1            | "Girl of Steel" "(A Garota de Aço)" (BR)                       | Jesse Warn                    | História por : Andrew Kreisberg Roteiro por : Robert Rovner & Caitlin Parrish                   | 9 de outubro de 2017   | 1.87                |
| Kara esteve sonhando com Mon-El, obsessiva com seu vigilantismo e ignorando o tempo de inatividade com os outros em sua vida. Lena e James se opõem contra o industrialista Morgan Edge em seus planos para os condomínios residenciais. James administra a CatCo, com Cat como Porta-voz da Casa Branca e Snapper de férias. Kara se demite da CatCo, acreditando que ela precisa priorizar seu vigilantismo, afastando Alex, que irá se casar com Maggie. Edge contrata o criminoso Bloodsport, que ataca a revelação da estátua da Supergirl perto do mar com um submarino, obrigando Kara a ir debaixo d'água para detê-los. Quando ela desmaia, seu sonho com Mon-El a reanima e ela para os vilões. A fim de anular as tentativas de Edge de comprar a CatCo e silenciá-lo, Lena a compra ela mesma. Kara decide voltar para a CatCo e se junta a seus amigos. Enquanto isso, uma mulher, Samantha, a quem Alex ajudou perto do rio acorda depois de sonhar com uma criatura perturbadora. |              |                                                                |                               |                                                                                                 |                        |                     |
| 44 | 2            | "Triggers" "(Gatilhos)" (BR)                                   | David McWhirter               | Gabriel Llanas & Anna Musky-Goldwyn                                                             | 16 de outubro de 2017  | 1.76                |
| Kara luta contra uma poderosa ladra de banco meta-humana chamada Psi, que pode invocar os medos mais profundos de suas vítimas, fazendo com que Kara lute com suas lembranças da destruição de Krypton e sua culpa em relação a Mon-El. Depois que o amortecedor psíquico de Winn falha, Kara supera seu medo e prende Psi. Lena decide administrar a CatCo pessoalmente, pegando James de surpresa e criando atrito com Kara, que inicialmente tem dificuldade em separar o trabalho de sua amizade com ela. A filha de Samantha Arias, Ruby, intencionalmente se coloca em perigo para verificar se a mãe possui superpoderes; no entanto, ela é resgatada por Kara. Samantha descobre que não consegue invocar seus poderes sem estresse. É revelado que ela é a substituta de Lena na L-Corp. Alex descobre que Maggie não quer ter filhos. J'onn recebe uma convocação telepática de M'gann, pedindo que vá até Marte imediatamente. |              |                                                                |                               |                                                                                                 |                        |                     |
| 45 | 3            | "Far from the Tree" "(Longe de Casa)" (BR)                     | Dermott Downs                 | Jessica Queller & Derek Simon                                                                   | 23 de outubro de 2017  | 1.76                |
| J'onn conta para Kara e Alex sobre a mensagem de M'gann, e Alex o convence a levar Kara para ajudar. Os dois viajam até Marte em sua nave espacial, encontrando M'gann e a "resistência". Eles revelaram ter encontrado o pai de J'onn, M'yrnn, que foi obrigado a dar ao governo a localização do Cajado de Kolar, uma arma psíquica que pode derrotar a resistência. J'onn resgata M'yrnn, que inicialmente acredita que J'onn é um Marciano Branco disfarçado. Mais tarde, Kara convence M'nnn a deixar J'onn provar sua identidade. Ao conseguirem a localização, a resistência derrota os agentes do governo e recupera o Cajado, que é confiado a J'onn, que retorna para a Terra com M'yrnn e Kara. Enquanto isso, Eliza organiza uma festa de noivado para Alex e Maggie. Alex convence Maggie a convidar seu pai, que chega, mas ainda não consegue tolerar sua homossexualidade. Ela diz que não precisa mais dele porque tem uma família que a aceita. No entanto, ela diz para Alex que ainda não quer ter filhos. |              |                                                                |                               |                                                                                                 |                        |                     |
| 46 | 4            | "The Faithful" "(Os Fiéis)" (BR)                               | Jesse Warn                    | Paula Yoo & Katie Rose Rogers                                                                   | 30 de outubro de 2017  | 1.82                |
| Em um flashback de quando Kara salvou Alex no acidente de avião, um passageiro triste chamado Thomas Coville se inspira nela. No presente, Kara comparece a um falso encontro de auto-ajuda com Winn e James e descobre uma "seita" composta por pessoas que ela já salvou. Liderados por Coville, todos adoram a Supergirl e seguem os ensinamentos do Deus Kryptoniano, Rao. Aqueles que querem se juntar causam desastres apenas para a Supergirl os salvarem. Coville reconhece Kara em seu alter-ego quando ela o confronta. Mais tarde, o grupo tenta explodir um estádio com milhares de pessoas. Kara tenta impedi-los, mas descobre que eles possuem Kryptonita dentro da bomba, o que ela usa para se ferir e desiludir a seita. Depois que Alex se livra da Kryptonita, Kara abre um buraco fundo no chão, para o qual Coville e Alex empurram a bomba até uma detonação segura. Coville, agora preso, aconselha Kara a seguir Rao para encontrar seu caminho. Enquanto isso, Samantha tem problemas para coordenar seu trabalho e sua filha. Mais tarde, ela tem uma visão de uma monstruosa criatura em sua casa, dizendo a ela que ela logo "reinará". Alex revela para Kara que, enquanto Maggie não quer ter filhos, ela quer. |              |                                                                |                               |                                                                                                 |                        |                     |
| 47 | 5            | "Damage" "(Dano)" (BR)                                         | Kevin Smith                   | Eric Carrasco & Cindy Lichtman                                                                  | 6 de novembro de 2017  | 1.87                |
| Várias crianças são diagnosticadas com envenenamento por chumbo. Morgan culpa publicamente o dispositivo principal de Lena que repeliu os Daxamitas, fazendo com que o público a ligue. Ela tenta dar um discurso para se defender, mas acaba quase sendo baleada. Kara e Sam investigam, descobrindo que todas as crianças afetadas participaram de uma piscina pública atada com um produto químico que causa os mesmos sintomas, e o fabricante é de propriedade da Morgan. Lena confronta Morgan sozinho. Ela é ignorada e presa dentro de um avião com barris do produto químico, em um curso de colisão para o abastecimento de água da cidade. Lena consegue enviar uma mensagem para Supergirl, que resgata Lena, protege os barris e destrói o avião. Morgan, no entanto, limpa seus rastros. Maggie e Alex percebem que apesar de se amarem, devem se separar porque não concordam em ter filhos. Alex conta para Maggie o quanto ela ajudou Alex a se tornar uma pessoa feliz e se aceitar. Maggie, por sua vez, conta para Alex o quão forte ela cresceu como pessoa. Elas se separam chorando, e Maggie diz: "Te vejo por aí, Danvers". Sam descobre que foi baleada durante a tentativa de assassinato de Lena, mas não ficou ferida. |              |                                                                |                               |                                                                                                 |                        |                     |
| 48 | 6            | "Midvale" "(Midvale)" (BR)                                     | Rob Greenlea                  | Caitlin Parrish & Jess Kardos                                                                   | 13 de novembro de 2017 | 1.89                |
| Kara e Alex chegam à casa de Eliza para ajudar a superar suas tristezas, mas elas acabam discutindo. Dez anos atrás, quando frequentavam a Midvale High School, Alex e Kara não se entendiam, até que um amigo comum, Kenny Li, fosse assassinado. Uma fotografia em seu laptop revelou que seu professor estava em um relacionamento com o melhor amigo de Alex. Kara enviou os arquivos criptografados restantes para que Chloe Sullivan descriptografasse. Após uma tentativa de assassinato contra Alex e Kara, o professor foi preso, mas Alex descobriu um álibi para ele. Kara decidiu deixar de olhar para a morte de Kenny após uma conversa com Noel Neill, uma agente do FBI que se assemelha fortemente a Alura (que, na verdade, era J'onn, disfarçado). Alex foi até o xerife para conseguir ajuda, mas Kara descobriu que o xerife estava envolvido no tráfico de drogas e era o assassino de Kenny. Kara salvou Alex de ser morta pelo xerife. As irmãs se uniram e Kara decidiu não usar seus poderes novamente, seguindo o conselho da agente Neill de abraçar seu novo lar. No presente, depois de recordar sua primeira aventura juntas, as irmãs se conciliam e voltam para National City. |              |                                                                |                               |                                                                                                 |                        |                     |
| 49 | 7            | "Wake Up" "(Acorde)" (BR)                                      | Chad Lowe                     | Gabriel Llanas & Anna Musky-Goldwyn                                                             | 20 de novembro de 2017 | 1.92                |
| Kara, J'onn e Winn investigam uma nave espacial quebrada detectada embaixo de National City. Eles encontram Mon-El e ocupam tanques de iscas a bordo. Eles o levam de volta ao DOE; Quando ele tenta uma fuga, um Kara suspeito o bloqueia em uma cela. Mon-El convence Winn para levá-lo de volta ao navio, onde os sistemas de suporte de vida são instáveis. Kara segue-os. Mon-El explica que sua vagem passou por um buraco de minhoca, levando-o ao século 31, onde a L-Corp desenvolveu uma cura para a alergia de Daxamitas para liderar séculos antes. Enquanto sete meses se passaram para Kara, Mon-El experimentou sete anos no futuro. Um dos tanques começa a funcionar mal; Mon-El não pode abri-lo, então Kara liberta seu ocupante: a esposa de Mon-El, Imra. J'onn decide alugar um apartamento para ele e M'yrnn para viver juntos, dando o primeiro passo para restaurar seu vínculo após séculos de separação. Depois de descobrir outra habilidade sobre-humana, Sam visita sua mãe adotiva e descobre sobre suas origens Kryptonianas. Mais tarde, ela viaja para a "Fortaleza do Santuário", onde uma inteligência artificial holográfica feminina revela que, enquanto sua filha é um "erro infeliz", ela está destinada a se tornar Régia, a Assassina do Mundo. Então, Sam se transforma em Régia, o que faz com que ela perca sua humanidade.  |              |                                                                |                               |                                                                                                 |                        |                     |
| 50 | 8            | "Crisis on Earth-X, Part 1" "(Crise na Terra-X, Parte 1)" (BR) | Larry Teng                    | História por : Andrew Kreisberg & Marc Guggenheim Roteiro por : Robert Rovner & Jessica Queller | 27 de novembro de 2017 | 2.71                |
| Em um mundo paralelo, a Terra-X, o regime nazista governa o planeta, onde um arqueiro de capuz preto, o Dark Arrow, caça pessoalmente os leais americanos e outras resistências. Kara e Alex chegam à Terra-1 para o casamento de Barry Allen com Iris West, o que faz com que Alex conheça a associada de vigilantes de Oliver Queen (Arqueiro Verde), Sara Lance (Canário Branco), dando o primeiro passo para se recuperar de seu término com Maggie. Durante a cerimônia de casamento, o evento é interrompido por invasores da Terra-X, liderados pelo Dark Arrow e sua esposa com poderes Kryptonianos, Overgirl. Depois que Kara machuca Overgirl durante a luta, os nazistas são forçados a recuar, e os heróis capturam o parceiro do Dark Arrow, Prometheus. Quando o Dark Arrow, Overgirl e um velocista amarelo se reúnem e discutem seu próximo passo, o Dark Arrow e Overgirl tiram suas máscaras e revelam ser os sósias do universo paralelo de Oliver e Kara, e o velocista amarelo é o inimigo de Barry do futuro, Eobard Thawne, o Flash Reverso. Este episódio inicia um crossover que continua no episódio 8 da 6ª temporada de Arrow, e se conclui no episódio 8 da 4ª temporada de The Flash e no episódio 8 da 3ª temporada de Legends of Tomorrow.                                                                                                |              |                                                                |                               |                                                                                                 |                        |                     |
| 51 | 9            | "Reign" "(Régia)" (BR)                                         | Glen Winter                   | Paula Yoo & Caitlin Parrish                                                                     | 4 de dezembro de 2017  | 1.81                |
| Samantha acorda em casa sem se lembrar de ter estado em uma fortaleza de Krypton, assim como em seu alter-ego, Régia, mas encontra-se estranhamente cansada. Um misterioso símbolo de Krypton, desconhecido por Kara, aparece por toda National City e, mais tarde, Thomas Coville lhe explica que o símbolo é uma marca de um grande mal de Krypton deliberadamente esquecido de sua sociedade. Mon-El e Imra explicam como sua nave veio do futuro, e como Mon-El fundou a equipe de super-heróis, a Legião. Quando Kara organiza uma comemoração de Natal em seu apartamento, Sam não consegue se conter e se torna Régia, que, assim como um vigilante mascarado, ataca pessoas aleatórias em National City, incluindo Edge. A fúria de Régia que propaga desconfiança em relação a Supergirl devido a ela ter os mesmos poderes e um atributo físico similar. Lena e James iniciam um relacionamento após uma tentativa de assassinato contra Lena organizada por Edge. Quando Kara decide enfrentar Régia, elas lutam por toda a cidade. Embora a luta limpe o nome de Supergirl e revele a vigilante Kryptoniana em National City, Régia acaba derrotando Kara e a jogando do alto de um prédio, fazendo com que ela precise de cuidados médicos de emergência no DOE. No dia de Natal, Ruby desce as escadas para encontrar sua mãe, mas Sam não parece estar bem. |              |                                                                |                               |                                                                                                 |                        |                     |
| 52 | 10           | "Legion of Superheroes" "(A Legião de Super-Heróis)" (BR)      | Jesse Warn                    | Derek Simon & Eric Carrasco                                                                     | 15 de janeiro de 2018  | 2.17                |
| Os ferimentos de Kara são curados pela tecnologia da Legião, mas ela permanece em coma após ser derrotada por Régia. Um integrante da Legião, Brainiac 5, entra em sua mente para tentar acordá-la. Embora Sam continue sua vida com Ruby, Régia assume o controle esporadicamente sem o conhecimento de Sam e Ruby permanece inconsciente da personalidade dividida de sua mãe. Régia continua sua agitação em toda a National City e tem uma série de confrontos com o DOE e a Legião. Kara sai do coma para se juntar a eles quando Régia procura destruir uma prisão. Kara injeta Régia com uma dose concentrada de criptonita liquefeita, forçando-a a recuar. Antes do despertar de Kara, J'onn, que se disfarçou de Kara para cobri-la, aconselha Lena sobre seu novo relacionamento com James. Lena percebe que James não está tentando se distanciar dela por causa de sua família, mas ela tem medo de estar com ele; eles se tornam mais próximos depois. Kara toma medidas para seguir em frente de Mon-El após sua experiência de quase morte e desenvolve uma amizade com Brainiac 5. Enquanto Régia se recupera em sua fortaleza, ela descobre que existem outros como ela e Coville se junta a sua causa. |              |                                                                |                               |                                                                                                 |                        |                     |
| 53 | 11           | "Fort Rozz" "(Forte Rozz)" (BR)                                | Gregory Smith                 | Gabriel Llanas & Anna Musky-Goldwyn                                                             | 22 de janeiro de 2018  | 2.07                |
| Sam se prepara para uma viagem de negócios, deixando Alex para cuidar de Ruby. O DOE descobre que uma sacerdotisa com conhecimento da missão de Régia está aprisionada em Fort Rozz, que atualmente está à deriva perto de uma estrela azul, que emite uma radiação fatal para os homens e afeta os poderes de Kara. Kara forma uma equipe com Imra, Curto-Circuito e Psi para localizar a sacerdotisa. A equipe localiza a sacerdotisa e ela revela a existência de dois outros Destruidores de Mundos (Pureza e Pestilência) antes de Régia matá-la. Curto-Circuito se sacrifica para salvar a vida de Kara, enquanto Psi usa seus poderes para expulsar Régia. A nave de Imra começa a entrar na estrela, mas Winn, comunicando-se através da sonda Voyager 2, salva a nave. A equipe retorna à Terra, com Kara reembolsando a ajuda de Psi pedindo ao DOE que lhe ofereça melhores acomodações. Provocada por um pesadelo, Sam pede ajuda a Alex com seu "tempo perdido". Uma mulher chamada Julia Freeman é atingida por um carro; no entanto, ela move-se sem esforço de seu peito, revelando-se um Destruidora de Mundos. |              |                                                                |                               |                                                                                                 |                        |                     |
| 54 | 12           | "For Good" "(De Uma Vez Por Todas)" (BR)                       | Tawnia McKiernan              | História por : Robert Rovner Roteiro por : Cindy Lichtman & Alix Sternberg                      | 29 de janeiro de 2018  | 2.11                |
| Lena é envenenada por um assassino desconhecido; James o persegue, mas o assassino é abatido por um franco-atirador. Kara e Alex são capazes de estabilizar Lena no DOE. Lena e Kara vão a uma festa de Morgan Edge, onde Lena o confronta sobre tentar matá-la e avisa que sua mãe quer se vingar. Um drone controlado por Lillian ataca Morgan, levando-o a admitir que ele tentou matar Lena. Depois que Supergirl chega, Lillian a ataca com uma lâmina de Kryptonita enquanto veste o exoesqueleto de Lex. Kara e Mon-El lutam contra Lillian até que Winn hackeia o drone e desativa a armadura. Edge é impedido de escapar com o gravador contendo sua confissão pelo Guardião; Lena recupera o gravador. Sam teme que ela tenha um tumor cerebral devido à perda de memória, mas todos os exames médicos voltam normais. Winn, J'onn e Mon-El deduzem que as Destruidoras de Mundos são geneticamente modificadas para serem mais fortes e mais capazes de se misturarem na raça humana do que os criptonianos convencionais. Suspeitando que elas chegaram na Terra na mesma época que Superman e possuem identidades secretas, Winn descobre quatro possíveis mulheres, incluindo Julia Freeman, que Kara identifica. |              |                                                                |                               |                                                                                                 |                        |                     |
| 55 | 13           | "Both Sides Now" "(Ambos Os Lados Agora)" (BR)                 | Jesse Warn                    | Jessica Queller & Paula Yoo                                                                     | 5 de fevereiro de 2018 | 2.12                |
| Supergirl e o DOE convergem na casa de Julia Freeman; Inicialmente ela parece normal, mas seu alter-ego, Pureza, assume e luta contra eles antes de ser subjugado. Sam, em licença médica da L-Corp devido a seus episódios amnésicos, decide passar um tempo com Ruby a levando na patinação no gelo. No entanto, Régia assume o controle de Sam após a captura de Pureza e abandona Ruby para lidar com o DOE. Ruby chama Lena depois de se encontrar sozinha. Através de Pureza, Supergirl suspeita que cada personalidade das Destruidoras de Mundos é dividida, incluindo Régia, portanto, para detê-los, eles precisam alcançar seus lados benevolentes. Quando a Pureza escapa, apesar da tentativa dos heróis de recapturá-la, Julia recupera o controle, mas Régia a sequestra para a Fortaleza do Santuário para completar sua transformação. Ao consertar o navio da Legião, Mon-El confidencia a J'onn que ele ainda ama Kara, apesar de também amar Imra, e ele não se casou com ela em seus termos. Imra confessa a Mon-El que ela e Brainiac 5 têm uma agenda secreta em sua missão. Na L-Corp, Régia assume brevemente o controle de Sam na frente de Lena. |              |                                                                |                               |                                                                                                 |                        |                     |
| 56 | 14           | "Schott Through the Heart" "(Tiro No Coração De Schott)" (BR)  | Glen Winter                   | Caitlin Parrish & Derek Simon                                                                   | 16 de abril de 2018    | 1.91                |
| Kara, Alex e Winn assistem ao funeral do pai dele. Winn é abordado por sua mãe distante, Mary, com ele permanecendo distante. Kara salva Winn e Mary quando o caixão explode. Mary revela ao filho que, depois de tentar fugir para um abrigo contra abusos, o pai de Winn os expulsou da estrada e ameaçou a vida de Winn se ela se aproximasse dele novamente. Brinquedos de macacos voadores atacam o DOE, que Kara e James afastam. Mary ajuda seu filho a analisar os brinquedos para descobrir sua origem. Mon-El tenta se reconectar a Kara e revela que a Legião chegou a National City para deter a Pestilência, que se transformará em Blight em 1.000 anos. Oficial da penitenciária de Toyman, que enviou os brinquedos, sequestra Mary e a mantém em uma fábrica de brinquedos abandonada. Kara, Mon-El e Winn salvam Mary depois de lutar com um dinossauro de brinquedo e incapacitar a oficial. James chama Lena, que afirma estar ocupada com o trabalho da L-Corp; ela está mantendo Sam em uma baia médica trancada na L-Corp sob sedação. |              |                                                                |                               |                                                                                                 |                        |                     |
| 57 | 15           | "In Search of Lost Time" "(Em Busca do Tempo Perdido)" (BR)    | Andi Armaganian               | História por : Eric Carrasco Roteiro por : Katie Rose Rogers & Nicki Holcomb                    | 23 de abril de 2018    | 1.38                |
| Lena tira Sam da sedação e diz a ela que seus exames de sangue são normais, mas análises adicionais mostram que Sam sofre uma metamorfose em nível celular quando ela se torna Régia. Sam se recusa a acreditar em Lena mesmo quando ela mostra imagens de Régia que correspondem aos tempos de seus apagões. No DOE, M'yrnn realiza um ritual para ajudar a preservar sua mente, mas o sangramento psíquico afeta a todos, trazendo sua agressão, exceto por Mon-El (cujo anel da Legião o protege). Mon-El treina Supergirl sobre como usar sua capa durante o combate. O ritual de M'yrnn causa o caos ao redor do DOE. J'onn convence M'yrnn a usar um bracelete para parar o sangramento psíquico depois que um marciano branco e outros prisioneiros escapam de suas celas. Sam se recusa a acreditar que ela é Régia, então Lena é forçada a empurrar Sam ao limite emocionalmente, ameaçando manter Ruby longe dela, o que faz Sam se transformar em Régia para mostrar provas para ela. Depois que ela recupera o controle e Lena mostra seu vídeo sendo Régia, Sam pede a Lena para manter Ruby longe dela até que ela esteja curada. |              |                                                                |                               |                                                                                                 |                        |                     |
| 58 | 16           | "Of Two Minds" "(De Duas Mentes)" (BR)                         | Alexandra La Roche            | Gabriel Llanas & Anna Musky-Goldwyn                                                             | 30 de abril de 2018    | 1.50                |
| O DOE investiga a aparição de animais mortos; Ele se espalha para os humanos, pois as pessoas desenvolvem sintomas semelhantes aos da gripe com um grande arranhão nos pulsos. Imra acredita que este é o trabalho de Pestilencia, a terceira Destruidora de Mundos. Winn e Alex se tornam parte dos infectados; Brainiac 5 cria uma cura usando uma transfusão de sangue de Mon-El e Imra, embora falhe. O DOE descobre que a pessoa por trás dos ataques é Grace Parker, que aceitou totalmente seus poderes e papel como uma Destruidora. Supergirl, Mon-El e Imra lutam contra Pestilencia até que Pureza chega para ajudá-la a escapar. Imra é capaz, no entanto, de obter uma amostra de sangue de Pestilencia para Brainiac para fabricar uma cura. Lena ainda detém Sam no laboratório L-Corp para realizar testes, onde ela faz com que Régia apareça por breves momentos para que ela possa aprender mais sobre ela. Enquanto na mente de Sam, Régia diz a ela que eles estão vindo por eles. Depois de detectar Pureza e Pestilência aproximando-se da L-Corp, Kara, Mon-El, Imra e J'onn vão avisar Lena onde eles descobrem Sam. Pureza e Pestilência chegam, libertando Régia, e as três voam juntas. |              |                                                                |                               |                                                                                                 |                        |                     |
| 59 | 17           | "Trinity" "(Trindade)" (BR)                                    | Caitlin Parrish & Erica Weiss | História por : Jessica Queller Roteiro por : Caitlin Parrish & Derek Simon                      | 7 de maio de 2018      | 1.60                |
| Lena é questionada no DOE e revela que ela continha Régia usando a última criptonita de Lex. Na Fortaleza do Santuário, as destruidoras trabalham para causar um eclipse total. Grace está morta, mas Sam e Julia ainda estão lutando para lembrar de suas vidas humanas e impedir que as Destruidoras assumam o controle. Kara pede que James tenha certeza de que Lena não possui mais criptonita; no entanto, James decide confiar na palavra de Lena. Brainiac 5 transmite as mentes de Supergirl, Alex e Lena para Juru, um vale de Krypton, onde eles rastreiam Sam e Julia. Sam lembra-se de Ruby, que a leva a retomar o controle de seu corpo na Terra. Sam ativa um marcador de localização para o DOE, então Brainiac puxa Supergirl, Alex e Lena para fora de Juru. Régia retoma o controle quando o DOE chega a nave Legião. Uma luta culmina em Pureza e Pestilência matando umas as outras e Régia absorvendo seus poderes, fazendo com que a fortaleza desmorone. James diz a Lena que ele é o Guardião e que a Supergirl pediu para ele confirmar que não havia mais criptonita. Lena admite que ela mesma fez a criptonita. Régia decide ir atrás de Ruby. |              |                                                                |                               |                                                                                                 |                        |                     |
| 60 | 18           | "Shelter from the Storm" "(Abrigo da Tempestade)" (BR)         | Antonio Negret                | História por : Robert Rovner Roteiro por : Lindsay Gelfand & Allison Weintraub                  | 14 de maio de 2018     | 1.53                |
| Lena e James são atacados por Régia. Lena usa Kryptonita contra ela, que a força a recuar. No entanto, Lena aprende sobre a caçada de Régia para matar Ruby. Os membros da Legião se preparam para retornar ao seu tempo. Lena conta a Supergirl e Alex sobre a mansão de Lex onde ela arranjou a estadia de Ruby. Alex visita Ruby para manter sua companhia. Supergirl e J'onn visitam a mãe de Sam para mantê-la segura de Régia e preparar uma armadilha para ela quando ela procura por Ruby lá. No entanto, Régia mata a mãe de Sam. Supergirl e J'onn descobrem que Régia agora tem os poderes das três Destruidoras de Mundos. Régia ataca Alex e Ruby na mansão, levando a menina a descobrir a personalidade dividida de sua mãe. Mon-El fica para trás para ajudar a Supergirl. Eles foram capazes de capturar Régia com a ajuda da Kryptonita criada por Lena. Mais tarde, Alex conforta Ruby após a revelação; Ruby agora teme por sua mãe e por ela mesma, sabendo que ela é filha de Régia. Lena diz a Kara que Supergirl cruzou uma linha usando seu relacionamento pessoal com James e nunca mais vai confiar nela novamente, levando Kara a ficar envergonhada de suas ações e duvidando de sua ética. |              |                                                                |                               |                                                                                                 |                        |                     |
| 61 | 19           | "The Fanatical" "(Os Fanáticos)" (BR)                          | Mairzee Almas                 | Paula Yoo & Eric Carrasco                                                                       | 21 de maio de 2018     | 1.47                |
| Kara e James discutem a desconfiança de Lena sobre a Supergirl e mantêm identidades secretas. Tanya, uma seguidora de Coville, traz o diário pessoal dele para James dar a Supergirl. Mon-El e Kara encontram restos de uma explosão nuclear no último local do culto. O culto seqüestra Tonya da CatCo, e é perseguido pelo Guardião. Na luta que se seguiu, Olivia (o novo líder do culto) atira na máscara de James e o culto escapa depois que a polícia chega; o culto mais tarde exige que Tanya leve o diário e ameaçam revelar a identidade secreta do Guardião. Do diário de Coville, Kara percebe que o culto está tentando fazer uma nova Destruidora de Mundos usando Harun-El (uma criptonita negra). Mon-El é seqüestrado pelo culto quando Tanya se entrega a eles. Como Olivia começa o ritual para se transformar em uma Destruidora, Mon-El envia um sinal para Supergirl para localizá-los. Depois de uma breve luta, Supergirl raciocina com Olivia o suficiente para ela desistir do desejo de ser uma destruidora. Winn e Lena encontram mais Harun-El, que pode ser usado para ajudar Sam em um meteoro; Mon-El e Kara voam na espaçonave de J'onn para viajar até lá. |              |                                                                |                               |                                                                                                 |                        |                     |
| 62 | 20           | "Dark Side of the Moon" "(O Lado Negro da Lua)" (BR)           | Hanelle Culpepper             | Derek Simon & Katie Rose Rogers                                                                 | 28 de maio de 2018     | 1.57                |
| Kara e Mon-El alcançam o meteoro e descobrem que há uma cidade nele. Eles são atacados por dróides interinos, mas usam disfarces para se misturar enquanto viajam pela cidade em direção à rocha. Alex é atacada enquanto passa tempo com Ruby. Ela inicialmente suspeita que é o xerife assassino que ela e Kara ajudaram a capturar dez anos atrás, no entanto, uma segunda tentativa é feita contra a sua vida. Kara percebe que o meteoro é uma parte sobrevivente de Krypton, Argo City, e descobre que sua mãe está viva. Alura organiza uma reunião do Alto Conselho para discutir a questão do Harun-El, como é usado para sustentar a vida e a segurança da cidade. Kara consegue convencer os membros do Alto Conselho a dar-lhe uma pequena quantidade para derrotar Régia. Alex e J'onn preparam uma armadilha para o assassino de Alex por J'onn posando como Alex, mas ele tem como alvo a verdadeira Alex antes que ela o capture. Mais tarde Selena, um membro do Alto Conselho, é revelado ser uma Sacerdotisa Negra. Kara e Mon-El chegam de volta à L-Corp no momento em que a crescente imunidade de Régia à criptonita de Lena permite que ela escape da contenção. |              |                                                                |                               |                                                                                                 |                        |                     |
| 63 | 21           | "Not Kansas" "(Não é o Kansas)" (BR)                           | Dermott Downs                 | Gabriel Llanas & Anna Musky-Goldwyn                                                             | 4 de junho de 2018     | 1.83                |
| Kara e Mon-El lutam contra Régia enquanto Lena cria um antídoto do Harun-El. Uma vez injetado, Régia se separa de Sam e se desintegra. Sam se reúne com Ruby no DOE e Kara pede a Lena para reproduzir artificialmente a rocha negra para Argo City. Kara decide retornar a Argo City para estar com Alura e ela convida Mon-El para se juntar a ela. Winn e James descobrem que uma arma do DOE está sendo usada na rua enquanto monitoram a segurança da National City para Kara. James e J'onn descobrem que o fabricante de armas vendeu uma versão da arma do DOE para o público em geral e J'onn mais tarde ordena que o DOE mude para armas não letais. De volta a Argo, Kara é seguida por uma mulher, que se identifica como uma Sacerdotisa Negra e Selena como sua Alta Sacerdotisa. M'yrnn e J'onn discutem a realização do Alcance, um ritual marciano para um ancião passar todas as lembranças para um membro da família mais jovem. Kara e Mon-El descobrem que Selena e as outras sacerdotisas roubaram sua nave e Coville se junta a elas quando chegam à Terra. |              |                                                                |                               |                                                                                                 |                        |                     |
| 64 | 22           | "Make it Reign" "(Faça Reinar)" (BR)                           | Armen V. Kevorkian            | Ray Utarnachitt & Cindy Lichtman                                                                | 11 de junho de 2018    | 1.76                |
| Coville, Selena e os outros Kryptonianos começam um ritual na Fortaleza do Santuário para chamar Régia de volta à Terra. No entanto, seu corpo não irá se formar completamente e Selena determina que isso exige o sangue de Pestilencia e Pureza. Sam é testada no DOE e M'yrnn e J'onn começam o Alcance. Kara usa o cristal holograma de Alura para entrar em contato com Winn e explicar o plano de Selena para conquistar a Terra. Winn replica um portal no DOE enquanto Mon-El corrige o que está em Argo para viajar entre Argo e National City. As kryptonianas invadem o DOE para localizar o sangue das Destruidoras. Kara, Alura e Mon-El viajam de volta à Terra para se juntarem à luta e as kryptonianas saem assim que possuem o sangue. Elas completam o ritual, e Selena ataca Coville. Lena determina que, quanto mais Régia fica forte, Sam fica mais fraca. Alura revela que há uma fonte que pode fortalecer Sam e enfraquecer Régia; Sam viaja para Juru para encontrá-lo. Régia começa a viajar para o centro da Terra com a espada de Juru para terraformar a Terra em um novo Krypton, que desencadeia terremotos. |              |                                                                |                               |                                                                                                 |                        |                     |
| 65 | 23           | "Battles Lost and Won" "(Batalhas Perdidas e Vencidas)" (BR)   | Jesse Warn                    | Robert Rovner & Jessica Queller                                                                 | 18 de junho de 2018    | 1.78                |
| À medida que os terremotos pioram, Supergirl, Alura, Guardião, Mon-El e o DOE protegem National City; Imra e Brainiac 5 retornam para ajudar. M'yrnn dá a J'onn uma memória final antes de se fundir com a terra para parar a terraformação e os heróis derrotam as sacerdotisas. Sam encontra a fonte em Juru e faz as pazes com a mãe. Ela bebe da fonte e derrota Régia usando a espada. No entanto, isso leva a morte de Sam, Mon-El e Alura, então a Supergirl volta no tempo e muda o resultado de sua luta usando o Harun-El. Brainiac 5 decide ficar na Terra atual porque um parente distante (que não morreu na Praga) começou a eliminar todos as outras IA e pede a Winn que assuma seu lugar na Legião. Winn aceita sua oferta e viaja para o futuro com Mon-El. J'onn deixa o DOE e promove Alex como diretora. Kara decide ficar na Terra em vez de retornar a Argo com sua mãe. Sam, completamente livre de seu lado kryptoniano, retorna a sua vida com Ruby. Lena dá a Alura todo o Harun-El e uma fórmula matemática para criar mais, mas sintetiza uma porção para experimentos secretos. Uma sósia de Kara aparece na Sibéria ao mesmo tempo em que Régia é derrotada com o Harun-El. |              |                                                                |                               |                                                                                                 |                        |                     |

## Elenco e personagens
| - Melissa Benoist como Kara Zor-El / Kara Danvers / Supergirl e Overgirl - Mehcad Brooks como James Olsen / Guardião - Chyler Leigh como Alex Danvers - Jeremy Jordan como Winslow "Winn" Schott, Jr. - Katie McGrath como Lena Luthor - Odette Annable como Samantha Arias / Régia - Chris Wood como Mon-El / Mike Matthews - David Harewood como J'onn J'onzz / Caçador de Marte | - Erica Durance como Alura Zor-El - Emma Tremblay como Ruby Arias - Adrian Pasdar como Morgan Edge - Floriana Lima como Maggie Sawyer - Andrea Brooks como Eve Teschmacher - Carl Lumbly como M'yrnn J'onzz - Chad Lowe como Thomas Coville - Amy Jackson como Imra Ardeen / Moça de Saturno - Jesse Rath como Querl Dox / Brainiac 5 - Anjali Jay como Selena |

### Convidados
- Calista Flockhart como Cat Grant[33]
- Yael Grobglas como Gayle Marsh / Psi[34]
- Sharon Leal como M'gann M'orzz / Miss Marte[35]
- Helen Slater como Eliza Danvers[36]
- Carlos Bernard como Oscar Rodas[37]
- Betty Buckley como Patricia Arias[38]
- Sofia Vassilieva como Olivia[39]
- Curtis Lum as Agent Demos[40]
- Stephen Amell como Oliver Queen / Arqueiro Verde[41]
  - Amell também interpreta o Arqueiro Negro, doppelganger Oliver da Terra-X[41]
- Victor Garber como Professor Martin Stein / Nuclear[41]
- Jesse L. Martin como Joe West[42]
- Emily Bett Rickards como Felicity Smoak[41]
- Caity Lotz como Sara Lance / Canário Branco[41]
- Tom Cavanagh como Harrison "Harry" Wells[41]
  - Cavanagh também interpreta Eobard Thawne / Flash Reverso[41]
- Dominic Purcell como Mick Rory / Onda Térmica[41]
- Candice Patton como Iris West[41]
- Franz Drameh como Jefferson Jackson / Nuclear[41]
- Danielle Panabaker como Caitlin Snow / Nevasca[41]
- Carlos Valdes como Cisco Ramon / Vibro[41]
- Grant Gustin como Barry Allen / Flash[41]
- Keiynan Lonsdale como Wally West / Kid Flash[43]
- Patrick Sabongui como David Singh[44]
- Isabella Hofmann]como Clarissa Stein[44]
- Christina Brucato como Lily Stein[44]
- Danielle Nicolet como Cecile Horton[45]
- Jessica Parker Kennedy como uma garçonete[46][a]
- Brit Morgan como Leslie Willis / Curto-Circuito[47]
- Sarah Douglas como Jindah Kol Rozz[48]
- Brenda Strong como Lillian Luthor[49]
- Laurie Metcalf como Mrs. Schott[50]
- Brooke Smith como Jacqueline Nimball[51]
- Nesta Cooper como Tanya[52]
- Tim Russ como Jul-Us[53]
- Bradley White como Arthur Willis[54]
- Esmé Bianco como Thara Ak-Var[55]
- Benjamin Goas como Val[53]
- Kerry Sandomirsky como Felra[54]
- Todd Thomson comoas Lir-Al[54]
- Rosemary Hoschchild como Vita[56]

## Produção

### Desenvolvimento
Em 8 de janeiro de 2017, The CW renovou Supergirl para uma terceira temporada. O co-criador da série, Ali Adler, decidiu não retornar como showrunner na 3ª temporada e, em vez disso, permaneceu como consultor. Jessica Queller e Robert Rovner atuaram como showrunners ao lado do co-criador da série Andrew Kreisberg.

### Roteiro
Jessica Queller descreveu o tema da temporada como sendo "O que significa ser humano?". Robert Rovner e Queller também disseram que a temporada continuaria a explorar a luta de Lena Luthor com o legado de sua família, com Rovner explicando: "Acho que uma das questões centrais sobre Lena é que ela vem de uma família de bandidos e acho que sua jornada está - e nós a vimos lidar com isso na 2ª temporada - ela está do lado do bem ou do lado do mal?". A temporada também vê Alex Danvers terminando com Maggie Sawyer, que ela conheceu na segunda temporada. Kreisberg disse que os escritores escolheram Alex querendo filhos e Maggie não querendo-os como o motivo do rompimento, pois ele sentiu que foi uma "verdadeira experiência humana", considerando que alguns funcionários na sala do escritor romperam com seus amantes por causa de opiniões divergentes sobre o desejo crianças. Ele também disse que, apesar da separação, Alex e Maggie ainda se amam, evidente por eles terem dormido juntos após a separação. A temporada também vê |Kara Danvers / Supergirl e Mon-El se separando novamente; Queller comparou essa separação com a dos personagens de Humphrey Bogart e Ingrid Bergman no final de Casablanca (1942), dizendo: "Ambos têm destinos em épocas diferentes como heróis. O que eles fizeram foi a espécie de decisão de Casablanca de colocar o que é mais importante para eles - que é salvar o mundo - em primeiro lugar."

### Escolha do elenco
Os membros do elenco principal Melissa Benoist, Mehcad Brooks, Chyler Leigh, Jeremy Jordan, Chris Wood e David Harewood voltam das temporadas anteriores em seus respectivos papéis como Kara, James Olsen, Alex, Winn Schott, Mon-El e J'onn J'onzz / Caçador de Marte. Eles são acompanhados por Katie McGrath e Odette Annable, interpretando Lena Luthor e Samantha Arias / Régia, respectivamente. McGrath foi promovida de seu status recorrente na segunda temporada. Floriana Lima, que retratou Maggie Sawyer como regular na segunda temporada, foi rebaixada a um papel recorrente na terceira temporada, pois Lima queria buscar outras oportunidades. Ela havia sido contratada apenas para uma temporada (a segunda), mas concordou em aparecer em cinco episódios da terceira temporada. Esta também é a última temporada de Wood, que Rovner disse que deveria aparecer em apenas duas temporadas. Jordan também saiu da série como regular nesta temporada, já que queria começar "um novo capítulo em [sua] vida".

### Filmagens
As filmagens da temporada começaram em 6 de julho de 2017 e terminaram em 28 de abril de 2018, ocorrendo em Vancouver.

### Ligações com o Universo Arrow
Em maio de 2017, o presidente da The CW, Mark Pedowitz, anunciou oficialmente os planos para um evento crossover de quatro programas do Universo Arrow, cruzando episódios da série de televisão Supergirl, The Flash, Legends of Tomorrow e Arrow. O crossover, Crisis on Earth-X, começou com Supergirl e uma exibição especial de Arrow em 27 de novembro de 2017, e concluído em The Flash e Legends of Tomorrow em 28 de novembro. O crossover também vê Benoist, Brooks e Jordan interpretando as versões da Terra-X de seus personagens.

## Lançamento

### Exibição
A temporada estreou na The CW nos Estados Unidos em 9 de outubro de 2017, e terminou em 18 de junho de 2018.

### Mídia doméstica
A temporada foi lançada em DVD em 17 de setembro de 2018, e Blu-ray em 18 de setembro de 2018.

## Recepção

### Audiência
| №  | Título                      | Exibição original      | Rating/share (18–49) | Audiência (em milhões) | DVR (18–49) | Audiência em DVR (milhões) | Total (18–49) | Audiência total (em milhões) |
| -- | --------------------------- | ---------------------- | -------------------- | ---------------------- | ----------- | -------------------------- | ------------- | ---------------------------- |
| 1  | "Girl of Steel"             | 9 de outubro de 2017   | 0.5/2                | 1.87                   | 0.5         | 1.25                       | 1.0           | 3.12                         |
| 2  | "Triggers"                  | 16 de outubro de 2017  | 0.5/2                | 1.76                   | 0.4         | 1.23                       | 0.9           | 2.98                         |
| 3  | "Far From the Tree"         | 23 de outubro de 2017  | 0.5/2                | 1.76                   | 0.4         | 1.02                       | 0.9           | 2.78                         |
| 4  | "The Faithful"              | 30 de outubro de 2017  | 0.5/2                | 1.82                   | 0.4         | 1.14                       | 0.9           | 2.96                         |
| 5  | "Damage"                    | 6 de novembro de 2017  | 0.5/2                | 1.87                   | 0.5         | 1.14                       | 1.0           | 3.01                         |
| 6  | "Midvale"                   | 13 de novembro de 2017 | 0.5/2                | 1.89                   | 0.4         | 1.06                       | 0.9           | 2.95                         |
| 7  | "Wake Up"                   | 20 de novembro de 2017 | 0.5/2                | 1.92                   | 0.5         | 1.25                       | 1.0           | 3.17                         |
| 8  | "Crisis on Earth-X, Part 1" | 27 de novembro de 2017 | 0.9/3                | 2.71                   | 0.7         | 1.72                       | 1.6           | 4.43                         |
| 9  | "Reign"                     | 4 de dezembro de 2017  | 0.5/2                | 1.81                   | 0.4         | 1.13                       | 0.9           | 2.94                         |
| 10 | "Legion of Super-Heroes"    | 15 de janeiro de 2018  | 0.6/2                | 2.17                   | 0.4         | 1.24                       | 1.0           | 3.41                         |
| 11 | "Fort Rozz"                 | 22 de janeiro de 2018  | 0.5/2                | 2.07                   | 0.5         | 1.14                       | 1.0           | 3.21                         |
| 12 | "For Good"                  | 29 de janeiro de 2018  | 0.6/2                | 2.11                   | 0.4         | 1.21                       | 1.0           | 3.32                         |
| 13 | "Both Sides Now"            | 5 de fevereiro de 2018 | 0.6/2                | 2.12                   | 0.4         | 1.10                       | 1.0           | 3.22                         |
| 14 | "Schott Through the Heart"  | 16 de abril de 2018    | 0.5/2                | 1.91                   | 0.4         | 1.03                       | 0.9           | 2.94                         |
| 15 | "In Search of Lost Time"    | 23 de abril de 2018    | 0.4/2                | 1.38                   | 0.4         | 1.08                       | 0.8           | 2.46                         |
| 16 | "Of Two Minds"              | 30 de abril de 2018    | 0.5/2                | 1.50                   | 0.3         | 0.94                       | 0.8           | 2.44                         |
| 17 | "Trinity"                   | 7 de maio de 2018      | 0.5/2                | 1.60                   | 0.3         | 0.95                       | 0.8           | 2.55                         |
| 18 | "Shelter from the Storm"    | 14 de maio de 2018     | 0.5/2                | 1.53                   | 0.4         | 0.97                       | 0.9           | 2.50                         |
| 19 | "The Fanatical"             | 21 de maio de 2018     | 0.4/2                | 1.47                   | 0.4         | 0.93                       | 0.8           | 2.44                         |
| 20 | "Dark Side of the Moon"     | 28 de maio de 2018     | 0.4/2                | 1.57                   | 0.5         | 1.11                       | 0.9           | 2.68                         |
| 21 | "Not Kansas"                | 4 de junho de 2018     | 0.5/2                | 1.83                   | 0.3         | 0.92                       | 0.8           | 2.75                         |
| 22 | "Make it Reign"             | 11 de junho de 2018    | 0.4/2                | 1.76                   | 0.4         | 0.97                       | 0.8           | 2.73                         |
| 23 | "Battles Lost and Won"      | 18 de junho de 2018    | 0.5/2                | 1.78                   | 0.4         | 1.01                       | 0.9           | 2.79                         |

### Resposta Crítica
A avaliação do site Rotten Tomatoes deu para a temporada um índice de 80% de aprovação dos críticose com uma classificação média de 7,32/10 baseado em baseado em 13 comentários. O consenso do site disse: "Temas mais pesados levam a apostas mais altas, mas Supergirl dá a sua heroína homônima e seus companheiros supers muito espaço para crescimento, criando uma terceira temporada bem equilibrada e envolvente."
Jesse Schedeen, do IGN, avaliou a estreia da temporada em 7.5 de 10, dizendo que "focando amplamente no que funcionou melhor para a série no passado - enfatizando a luta sem fim de Kara Danvers para equilibrar sua vida pessoal e de super-herói e o símbolo inspirador que a Supergirl tornar-se National City", mas acrescentou que" a estreia sem brilho do novo vilão Morgan Edge faz pouco para sugerir que a série irá melhorar seus perpétuos infortúnios de vilão". Em sua análise do final da temporada, ele disse: "A terceira temporada da Supergirl terminou com uma nota bastante confusa. A temporada teve uma recessão recente graças à mudança de foco em relação a Reign e suas amantes, e [o final da temporada] não foi capaz para reparar esse dano. No entanto, ele se beneficiou de algumas cenas ótimas, emocionalmente carregadas e uma ênfase geralmente forte em Kara e seu elenco de apoio."

### Prêmios e indicações
| Ano  | Prêmio                 | Categoria                                    | Nomeado(s)                                                                   | Resultado | Ref.    |
| ---- | ---------------------- | -------------------------------------------- | ---------------------------------------------------------------------------- | --------- | ------- |
| 2018 | People's Choice Awards | The Sci-Fi/Fantasy Show of 2018              | Supergirl                                                                    | Indicado  | [ 99 ]  |
| 2018 | Saturn Awards          | Best Actress on a Television Series          | Melissa Benoist                                                              | Indicado  | [ 100 ] |
| 2018 | Saturn Awards          | Best Superhero Adaptation Television Series  | Supergirl                                                                    | Indicado  | [ 100 ] |
| 2018 | Saturn Awards          | Best Supporting Actress on Television        | Odette Annable                                                               | Indicado  | [ 100 ] |
| 2018 | Teen Choice Awards     | Choice Action TV Actor                       | Chris Wood                                                                   | Indicado  | [ 101 ] |
| 2018 | Teen Choice Awards     | Choice Action TV Actress                     | Melissa Benoist                                                              | Venceu    | [ 101 ] |
| 2018 | Teen Choice Awards     | Choice Action TV Show                        | Supergirl                                                                    | Indicado  | [ 101 ] |
| 2018 | Teen Choice Awards     | Choice Scene Stealer                         | Katie McGrath                                                                | Indicado  | [ 101 ] |
| 2018 | Teen Choice Awards     | Choice TV Villain                            | Odette Annable                                                               | Indicado  | [ 101 ] |
| 2019 | Leo Awards             | Best Stunt Coordination in a Dramatic Series | Dustin Brooks, Simon Burnett, James Michalopoulos ("Shelter from the Storm") | Indicado  | [ 102 ] |